# Nhân bản vô tính
Dòng hóa thường được gọi là nhân bản vô tính là quá trình tạo ra các tế bào hoặc những cá thể giống hệt nhau về mặt di truyền từ một hoặc một số tế bào ban đầu một cách tự nhiên hoặc nhân tạo.
Cấy giống là khả năng cấy tạo nhiều cá thể với di truyền hoàn toàn đồng nhất với cá thể mẹ mà không cần phải có sự kết hợp tính dục với cá thể cha. Trong thiên nhiên, nhiều sinh vật có khả năng này như một số vi khuẩn, côn trùng hay cây cỏ. Trong ngành lý sinh, dòng hóa là kỹ thuật bào chế bản sao của DNA, hay tế bào hay ngay cả sinh vật.
Sinh sản vô tính là phương pháp sinh sản đơn không thông qua thụ tinh (không phân biệt giới tính). Bằng phương pháp này, các cá thể có thể được tạo ra từ một tế bào lấy từ nguyên bản. Bằng việc tạo ra hàng loạt các phiên bản khác nhau từ các tế bào của nguyên bản mà không phụ thuộc vào giới tính của nguyên bản, người ta gọi là nhân bản vô tính. Sinh sản vô tính khác với sinh sản hữu tính là một quá trình tạo ra một sinh vật mới bằng cách kết hợp vật chất di truyền từ hai sinh vật.
Sinh sản vô tính được chú ý nhiều và thường xuyên được nhắc đến trên các phương tiện thông tin đại chúng khi cừu Dolly - lần đầu tiên một động vật có vú được nhân bản. Sau đó hàng loạt các động vật khác được nhân bản như chó, lợn, dê...

## Dòng hóa phân tử DNA
Dòng hóa phân tử DNA là kỹ thuật tạo bản sao của một chuỗi thứ tự của một DNA, thường là để phát huy và nghiên cứu về một gen đặc biệt nào đó hoặc một khúc phần nhỏ của DNA. Kỹ thuật này được dùng trong thí nghiệm nghiên cứu về chứng tích di truyền hay trong kỹ nghệ thực phẩm chế tạo protein.
Dòng hóa phân tử DNA thường có 4 bước
1. làm vụn DNA thành nhiều phần nhỏ
2. ghép những phần nhỏ này lại theo chuỗi thứ tự mới
3. cấy những chuỗi DNA này vào tế bào
4. lựa ra những tế bào có khả năng giữ và phát huy những thông tin trong những chuỗi DNA mới.

## Cừu Dolly

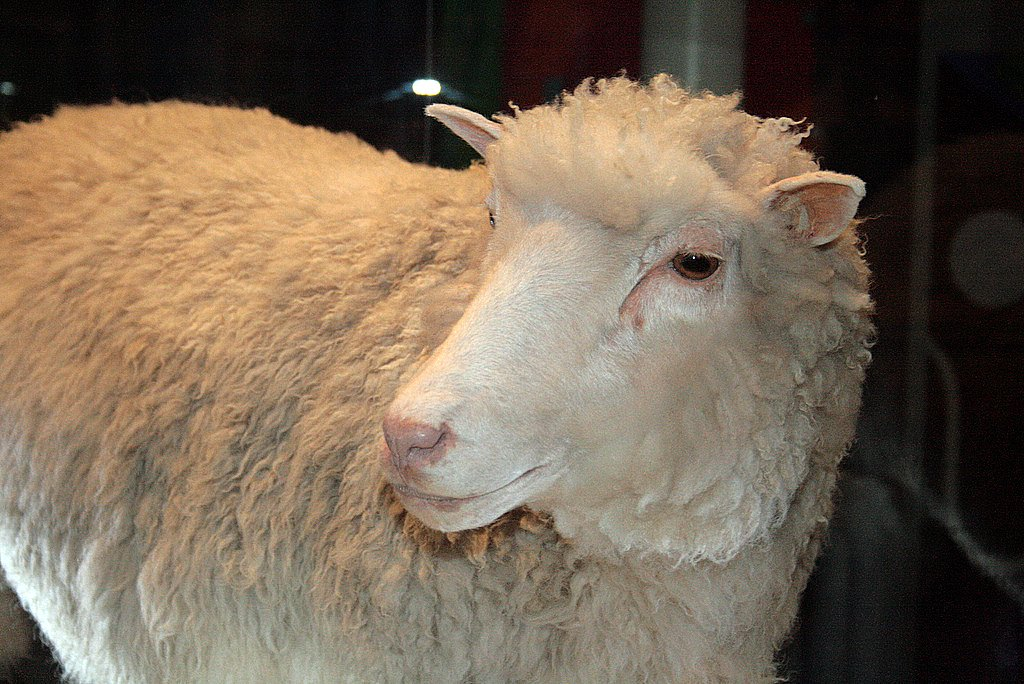
Cừu Dolly (nhồi bông)

Tuy con cừu mang tên Dolly (ra đời ngày 5 tháng 7 năm 1996 – chết ngày 14 tháng 2 năm 2003), được báo chí công bố là động vật cấy nhân tạo đầu tiên bằng kỹ thuật dòng hóa, năm 1952 khoa học đã cấy tạo được một con nòng nọc. Cừu Dolly được cấy tạo tại viện nghiên cứu Roslin Institute Scotland và chết sáu năm sau. Xác của nó được nhồi bông và hiện đang trưng bày tại viện bảo tàng Hoàng gia Edinburgh.
Sự kiện cừu Dolly chứng minh cho giả thuyết khoa học có khả năng dùng một tế bào trưởng thành duy nhất, thiết kế và phát huy một phần bộ của các gen, cấy tạo nên một sinh vật hoàn toàn mới.
Tuy nhiên để có Dolly, phòng thí nghiệm phải tốn công sức gấp bội lần so với thiên nhiên. Với 277 trứng được sử dụng để tạo nên 29 bào thai, trong đó chỉ có 3 phát triển và chỉ có một con cừu sống sót là Dolly.
Sau khi cấy tạo Dolly thành công, các khoa học gia tiếp tục công trình nghiên cứu, cấy nhân tạo được thêm 70 con cừu non từ 9.000 thử nghiệm nhưng một phần ba chết khi sơ sinh hay còn nhỏ. Con lừa ngựa tên Prometea được cấy nhân tạo thành công sau 328 lần thử nghiệm. Tuy sinh vật đầu tiên được cấy tạo bằng dòng hóa là con nòng nọc, chưa có con ếch trưởng thành nào được cấy tạo từ nhân tế bào cơ thể ếch trưởng thành.

## Trung Trung và Hoa Hoa
Vì các nhà khoa học đã tạo ra động vật có vú nhân bản đầu tiên là cừu Dolly vào năm 1996 sử dụng kỹ thuật chuyển nhân tế bào soma (SCNT), đã có 23 loài động vật có vú được nhân bản thành công, bao gồm gia súc như bò, mèo, chó, ngựa và chuột. Tuy nhiên, sử dụng kỹ thuật này cho các động vật linh trưởng chưa bao giờ thành công và không có sự mang thai nào kéo dài hơn 80 ngày. Khó khăn chính có thể là sự lập trình đúng đắn của hạt nhân chuyển để hỗ trợ sự phát triển của phôi.
Trung Trung (chữ Hán: 中中, bính âm: Zhōng Zhōng; sinh ngày 27 tháng 11 năm 2017) và Hoa Hoa (chữ Hán: 华华, bính âm: Huá Huá, sinh ngày 05 tháng 12 năm 2017) ghép lại là Trung-Hoa (một tên gọi khác của Trung Quốc) là những con Khỉ đuôi dài được nhân bản vô tính thông qua chuyển giao hạt nhân tế bào soma (SCNT), đây là kỹ thuật nhân bản giống nhau từng tạo ra cừu Dolly vào năm 1996. Chúng là những động vật linh trưởng đầu tiên được tạo ra bởi kỹ thuật này. Không giống như những nỗ lực trước đây để nhân bản các giống khỉ, các nhân được hiến tặng đến từ tế bào gốc bào thai, không phải tế bào phôi thai. Hai con khỉ này đều sinh ra tại Viện Khoa học thần kinh học của Viện Khoa học Trung Quốc ở Thượng Hải. Sự ra đời của hai nhân bản vô tính loài linh trưởng cũng làm dấy lên mối quan ngại của các nhà sinh học.

## Sinh sản vô tính người
Hiện nay chưa có nơi nào thành công trong việc sinh sản vô tính người. 
Nhưng về mặt lý thuyết, khả năng này hoàn toàn có thể xảy ra nhất là sau khi bản đồ gen người được công bố năm 2000.

### Pháp luật
Việc thành công trong sinh sản vô tính đã dấy lên tranh cãi các vấn đề về đạo đức. Pháp luật nhiều nước cấm sinh sản vô tính người. Người ta cho rằng, việc sinh sản vô tính ở người có thể đặt xã hội trước những thảm hoạ khôn lường, nhiều người coi sinh sản vô tính người là tội ác chống lại loài người. Tuy vậy, việc sinh sản vô tính người dù không công khai nhưng người ta nghi ngờ rằng nó vẫn được ngấm ngầm thực hiện. Một số nước khác cho phép sử dụng công nghệ sinh sản vô tính để chữa các bệnh hiểm nghèo ở người (không phải là sinh sản vô tính người).